# Krassato
Krassato (griechisch Κρασσάτο) ist eine autochthone Rotweinsorte, die hauptsächlich im Norden Griechenlands in Thessalien angebaut wird und dort in den Regionalbezirken Larisa und Karditsa zum Anbau von Qualitätsweinen zugelassen ist. Zusammen mit den Rebsorten Stavrato und Mavro Naoussis ist sie Bestandteil des Rapsani, der über den Status eines OPAP (Onomasia proelefseos anoteras piotitos Ονομασία προελευσέως ανωτέρας ποιότητος) Weins, der höchsten griechischen Qualitätsstufe verfügt. Im Jahr 1999 wurde eine bestockte Rebfläche von 38,45 Hektar.

## Ampelographische Sortenmerkmale
In der Ampelographie wird der Habitus folgendermaßen beschrieben:
- Die Triebspitze ist offen. Sie ist weißwollig behaart und von grünlicher Farbe. Die gelblichen Jungblätter sind nur spinnwebig behaart.
- Die Blätter sind fünflappig und mitteltief gebuchtet. Die Stielbucht ist lyrenförmig offen. Das Blatt ist spitz gesägt. Die Zähne sind im Vergleich zu anderen Rebsorten mittelweit gesetzt.
- Die kegelförmige Traube ist mittelgroß und dichtbeerig. Die rundlichen Beeren sind mittelgroß und von blau-schwarzer Farbe.

Krassato neigt zur Verrieselung.

## Synonyme
Die Rebsorte Krassato ist auch unter dem Namen Krasata bekannt.